# Josef Doležal (politik KSČ)
Josef Doležal (* 2. února 1930) byl český a československý politik Komunistické strany Československa a poslanec Sněmovny lidu Federálního shromáždění za normalizace.

## Biografie
K roku 1971 se profesně uvádí jako ředitel podniku.
Ve volbách roku 1971 zasedl do Sněmovny lidu (volební obvod č. 162 - Litoměřice, Severočeský kraj). Mandát obhájil ve volbách v roce 1976 (obvod Litoměřice-jih). Ve Federálním shromáždění setrval do konce funkčního období, tedy do voleb v roce 1981.